# Leprovica
Leprovica – wieś w Chorwacji, w żupanii zagrzebskiej, w mieście Dugo Selo. W 2011 roku liczyła 254 mieszkańców.